# Joh. Loetz Witwe
Joh. Loetz Witwe, auch Joh. Lötz Witwe geschrieben, war eine bedeutende Kunstglasmanufaktur in Klostermühle, Böhmen, Österreich-Ungarn. Die Werke von Loetz zählen zu den herausragendsten Beispielen des Jugendstils.

## Geschichte

Manufaktur von Joh. Loetz Witwe in Klostermühle (vor 1900)

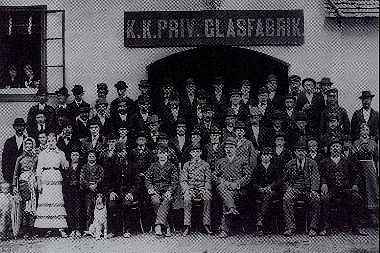
Mitarbeiter der k.k. priv. Glasfabrik Joh. Loetz Witwe (um 1900)

Im Wottawattal des Böhmerwaldes lag eine der ältesten Glashütten, welche im Jahre 1850 von Johann Lötz, dem Begründer der Firma, ehemaligem Besitzer der Glasfabriken Deffernik, Hurkental, Annatal und Vogelsang, käuflich erworben wurde.
Im Jahre 1879 übernahm Max Ritter von Spaun, ein Enkel des Joh. Lötz, von seiner Großmutter die Fabrik und führte dieselbe unter der alten Firma "Joh. Lötz Witwe" weiter.
Die Fabrik war schon früher mit einer nicht unbedeutenden Schleiferei versehen, denn es wurde hier schwer geschliffenes Kristall- und durchgeschliffenes Email-Überfangglas hergestellt und erst in den 1860er Jahren zur Erzeugung des Farbenglases übergegangen.
Das Lötz'sche Glas galt wegen seiner Reinheit, seiner feurigen Farben von jeher als Spezialität und wurde anfangs zumeist von nordböhmischen Raffinerien als Rohglas bezogen, welche dasselbe durch Malerei und Schliff veredelten. Später wurde mit Rücksicht auf den guten Ruf des Glases auf die Erzeugung von Spezialitäten in Luxusartikeln verlegt. So war das Unternehmen das Erste, welches in Österreich das sogenannte Barockglas, Gegenstände mit aufgelegten Glasverzierungen herstellte. Diese Erzeugnisse erfreuten sich einer großen Beliebtheit, und dadurch, dass die Firma zeitgerecht eine ausreichende Malerei einrichtete. Musterlager befanden sich in Wien, Berlin, Hamburg, Paris, London, Brüssel, Mailand und Madrid und verschafften so den Produkten bald einen Weltruf.
Das Glas konnte kunstvoll alle Arten von Onyx, Jaspis, Carneol, Malachit, Lapis, das Intarsiaglas usw. imitieren. Die aus der Fabrik hervorgegangenen Luxusgläser erwarben die höchsten Auszeichnungen. In der Jubiläumsausstellung 1888 sah man die von Hofrat Storck entworfene, von der Firma Lötz in Grauonyx ausgeführte "Kaiser Franz Josefs-Vase", die größte Vase, welche bis dahin aus Glas geblasen wurde. Ebenso wurden auch die meisten Weltausstellungen mit besonderen Erzeugnissen der Firma beschickt und mit den höchsten Auszeichnungen prämiert, unter anderem der Grand-Prix Paris 1889, Prix de Progrès und Ehrendiplom Brüssel 1888 sowie die Ehrendiplome aus Wien, München, Antwerpen, Chicago, San Francisco usw.
Max Ritter von Spaun wurde wegen seiner Verdienste um die Glasindustrie wiederholt ausgezeichnet. Im Jahre 1883 wurde ihm die hohe Auszeichnung zuteil, den Titel k.k. priv. Glasfabrik und den kaiserlichen Adler im Schild und Siegel führen zu dürfen. Ferner wurde er im Jahre 1889 durch die Verleihung des Ritterkreuzes des Franz-Josefs-Ordens, dann des königl. belgischen Leopold-Ordens und des Ordens der französischen Ehrenlegion ausgezeichnet.
Als Direktor und tätiger Mitarbeiter fungierte seit 1880 Eduard Prochaska. Söhne und Enkel der in den Glashütten des Joh. Lötz beschäftigt gewesenen Arbeiter waren der Stamm des Fabrikspersonals, ein Beweis des guten Einvernehmens zwischen Arbeitgeber und Arbeiter.

Orion315, Vase, Entwurf Friedrich Adler, Glaseinsatz Joh. Loetz Witwe

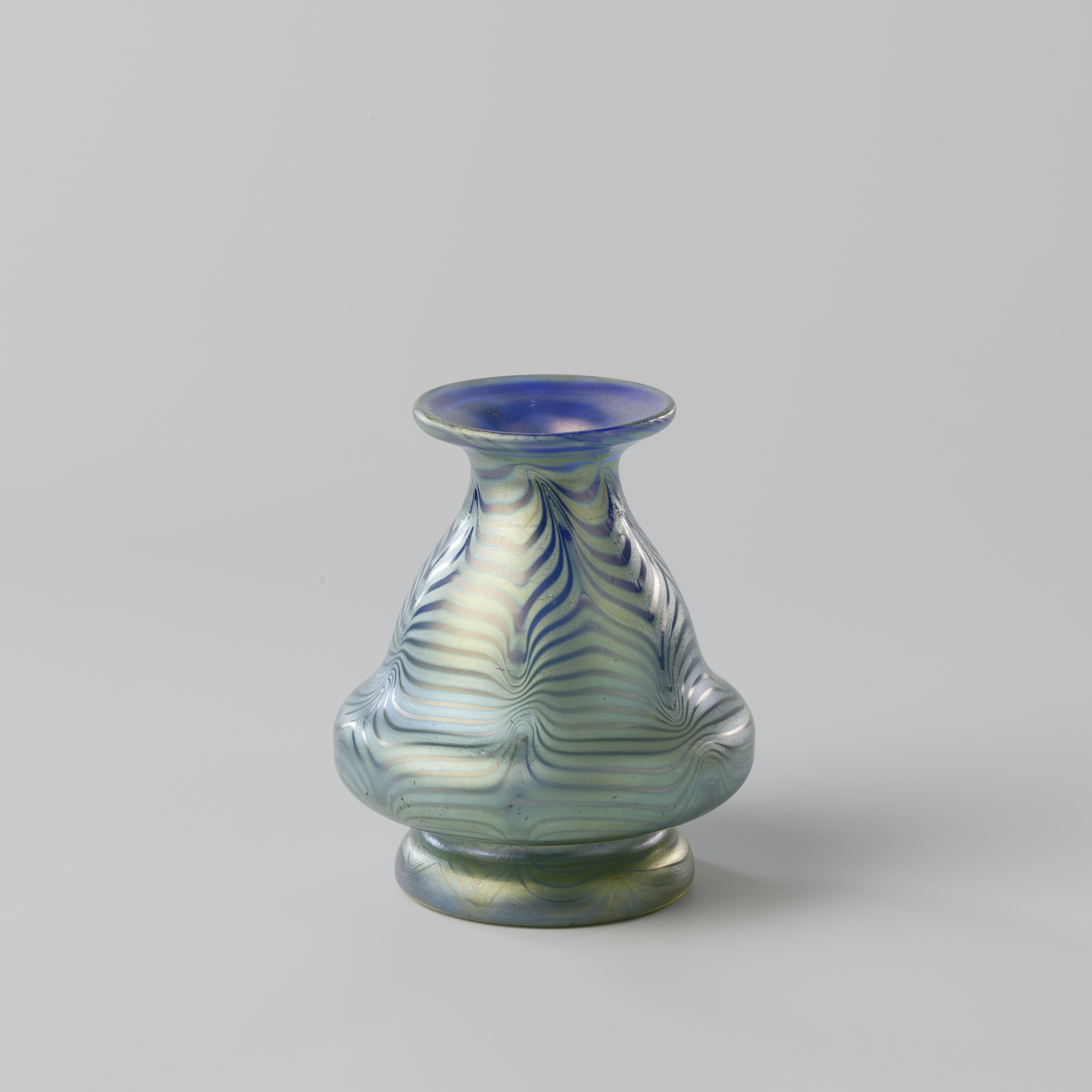
Vase, Entwurf von Franz Hofstötter hergestellt von Loetz Austria für die Weltausstellung in Paris 1900.

Ähnlich wie bei den Gläsern von Louis Comfort Tiffany konnte Lötz Gläser im Phänomen-Dekor mit metallisch irisierenden Farbgläsern auf einem sehr hohen Niveau herstellen. Einen Höhepunkt erreichte diese Produktion bei der Weltausstellung 1900 in Paris. Der Münchner Jugendstilmaler Franz Hofstötter konnte ab 1896 für eine Zusammenarbeit gewonnen werden und sollte 100 Vasen für die Weltausstellung entwerfen. Lötz gewann in Paris einen Grand Prix für seine Produktion, Hofstötter bekam für seine Glasarbeiten eine goldene und eine silberne Medaille. Die Schreibweise wurde für den internationalen Gebrauch in Loetz geändert. Auszeichnungen in Chicago und St. Louis folgten.
Das Unternehmen hatte Kontakte mit anderen Herstellern wie J. & L. Lobmeyr und E. Bakalowits Söhne in Wien sowie den Argentor-Werken. Nach den Erfolgen bei der Weltausstellung 1900 kam es zur Zusammenarbeit mit namhaften Künstlern wie Josef Hoffmann, Koloman Moser und die Wiener Werkstätte.
Der Ausbruch des Ersten Weltkrieges und der Zusammenbruch der Monarchie brachten dem Unternehmen schwere Zeiten. Der Zweite Weltkrieg und die Vertreibung der deutschsprachigen Bevölkerung der Tschechoslowakei und damit eines Großteils der Angestellten, bedeuteten jedoch das komplette Ende des Unternehmens. Jugendstilwerke von Joh. Loetz Witwe sind in mehreren Museen zu finden und erzielen auf Auktionen regelmäßig hohe Preise.